# Seznam koření
Toto je seznam koření.

## Pevná základní koření
| - Anýz - Asa foetida - Badyán - Bazalka - Bobkový list - Celer - Citronová kůra - Cumin - Černucha setá - Česnek - Česnek medvědí - Dobromysl - Estragon - Fenykl - Hořčičné semínko - Houbové koření - Hřebíček - Chilli papričky | - Jalovcové bobule - Kardamom - Kayenský pepř - Kmín koptský (adžvan) - Kmín - Kurkuma - Koriandr - Libeček lékařský - Majoránka - Máta - Meduňka lékařská - Muškátový květ - Muškátový oříšek - Nové koření - Oregano - Paprika - Paprika sladká - Paprika pálivá - Paprika lahůdková - Paprika gulášová | - Pažitka - Pepř bílý - Pepř černý - Pepř zelený - Petržel - Pískavice - Rozmarýn - Saturejka - Skořice - Sumah - Šafrán - Šalvěj - Tymián - Vanilka - Zázvor |

## Pevné kořenné směsi
- adžika
- Aromat
- Čubrica
- Kari
- Harissa
- Orientální koření
- Perníkové koření
- Podravka
- Provensálské koření

## Tekuté koření
- Worcestrová omáčka
- Jemné tekuté Klasik
- Klasik
- Maggi

## Fiktivní koření
- Melanž